# Hassi Bounif
Pour les articles homonymes, voir Hassi.
Hassi Bounif (arabe : حاسيْ بُونِيف ) est une commune algérienne de la wilaya d'Oran, située à l'est d'Oran.
Cette commune englobe le hameau de Hassi ameur  (arabe : حاسيْ عامر ou عامر عاصي). Elle englobe également deux quartiers : Hai Chahid Mahmoud et Douar Chorba, un petit hameau composé d'une centaine d'habitations et de commerces. Hai Chahid Mahmoud ou Douar Boujemaa est un important centre économique pour la commune de Hassi Bounif. En plus d'avoir une mairie et plusieurs collèges, Douar Boujemaa possède plusieurs centres médicaux et des commerces.

## Géographie
Cette zone regroupe les communes de Bir El Djir, Hassi Bounif, Douar Boujemaa et Sidi Chami. 
La commune est une importante zone d'immigration. L'évolution de population est supérieure à la moyenne nationale, l'immigration étant principalement originaire des wilayas de Mascara, Tiaret, Relizane et Aïn Témouchent.
| Bir El Djir | Hassi Ben Okba |           |
| Sidi Chami  | Hassi Bounif   | Ben Freha |
| Sidi Chami  | Sidi Chami     | Boufatis  |

## Toponymie
Le nom du village vient de l'arabe algérien « hassi » (puits) et, dans les noms de lieux, « bou » (littéralement père) renforçant l'idée du déterminatif « nif », de l'arabe أنف (anif, nez). Hassi Bounif signifierait donc littéralement  « puits du gros nez » ou « puits du grand nez ».

Cependant « nif » n'est peut-être pas à prendre au sens propre « nez » ; en effet en Algérie le mot signifie « fierté, sens de l'honneur », ce qui donnerait comme autre signification « puits de grande fierté » ou « puits de l'honneur ».

## Histoire
Le village centre est une des 39 colonies agricoles constituées en vertu du décret de l'Assemblée nationale française du 19 septembre 1848. Il est constitué sur un territoire de 1 678 ha sous le nom de Assi Bou Nif.